# Johan Stigefelt
Johann Stigefelt est un pilote de moto suédois né le 17 mars 1976 près du circuit d'Anderstorp. Il courut d'abord en championnat du monde notamment sur les Sabre V4 en Moto GP puis en Supersport. Avant de créer sa propre écurie Stiggy Racing et de faire courir d'autres pilotes. 